# Galle Face Green
Galle Face Green je mestni park velik 5 hektarjev, ki se razteza 500 m ob obali, v osrčju finančnega in poslovnega središče Šrilanke, v Kolombu. Sprehajališče je prvotno postavil guverner sir Henry George Ward leta 1859, in se je raztezalo na precej večjem območju, kot ga vidimo danes. Najprej se je uporabljal za konjske dirke in kot igrišče za golf, pa tudi za kriket, polo, nogomet, tenis in ragbi.

## Zgodovina
Galle Face Green se je prvotno razširil na precej večjem območju, kot je danes. Evidence kažejo, da je bil na severu obrobljen z jezerom Beira, obzidjem Fort Kolomba in mestnim pokopališčem, na zahodu ob obali Indijskega oceana, na jugu pa s hotelom Galle Face (ustanovljen leta 1864, prvotna zgradba je bila nizozemska vila) in na vzhodu s cerkvijo sv. Petra (posvečena leta 1821). Galle Face Green je prva uredila Nizozemska kot mesto, s pomočjo katerega so svojim topovom omogočili strateški ogenj proti Portugalcem. Ena različica, od kod izvira ime Galle Face je, da je iz prvotnega nizozemskega imena za fortifikacije, saj je bil prehod, ki je omogočil dostop do Kolomba, imenovan Gal Gate, ker se je proti jugu prišlo v Galle in faas pomeni 'spredaj', tako da dobesedno pomeni pred utrdbo, ki je bila obrnjena proti Galleju. Druga različica je, da gre za popačenko prvotnega imena kamnitega obrežja v tem območju, Gal Bokka, kjer Gal v singalščini pomeni 'skale' in Gal Gate dejansko pomeni skalna vrata.
Leta 1856 je takratni britanski guverner Cejlona, sir Henry George Ward (1797-1860) odobril gradnjo sprehajališča v dolžini 1,6 km vzdolž oceana, da bi gospe in otroci pohajkovali in uživali na "zraku". Sprehajališče je bilo končano leta 1859.

### Konjske dirke
Konjske dirke so se začele v Galle Face v začetku 1820-ih, v času tedanjega britanskega guvernerja sira Edwarda Barnesa (1776-1838). Promenada pred utrdbo, prej močvirno območje, so napolnili z zemljo in teren izravnali. Dirkališče za dirke je bilo približno 1,5 km dolgo. Območje je postalo znano kot Colpetty Race Course in se je uporabljalo za konjske dirke do leta 1893, ko so se te preselile na nov stadion v Kolombu. Dirke in športni klub sta bila ustanovljena v zgodnjih 1820-ih , s prvim uradno zabeleženim konjskim tekmovanjem, ki je potekalo 1821 v Galle Face Green.
Da bi videli dirko, je bil postavljen paviljon na najvišji točki, bil je okrogel, z lesenim okvirjem in slamnato streho. Z leti je zgradba paviljona izboljšana, lesene stene so nadomestili z opeko in ga povečali. Prostornejša zgradba, znana kot 'Race Bungalov', je bila pozneje zgrajena na istem mestu. Septembra 1870 je bila dodana razgledna galerija, ki se je imenovala Grand Stand. Kasneje je bila za člane zgrajena dvonadstropna tribuna. Leta 1870 je Race Bungalov postal prizorišče kluba in od takrat se je imenoval kot Stavba kolombskega kluba. Ta stavba še vedno stoji, z vsemi svojimi kolonialnimi elementi in je sedaj Kristalna plesna dvorana hotela Taj Samudra.

### Golf
Leta 1879 je več britanskih izseljencev uvedlo golf na Cejlon, ki se je igral na igrišču Galle Face Green. Tam so odprli Golf klub Colombo brez klubskih prostorov ali pravega igrišča za golf. Klub je imel prvo letno skupščino 13. marca 1880. leta 1896 je Galle Face postajal vse bolj prenapolnjen, soočil se je tudi z delitvijo zemljišča s številnimi drugimi športi in širša javnost se je preselila na sedanjo lokacijo v Borelli.

### Ragbi
30. junija 1879 je bila prva uradna ragbi tekma v Cejlonu na igrišču Galle Face med novoustanovljenim nogometnim klubom in drugimi svetovnimi moštvi. Ragbi tekme so nato redno igrali v središču Colpetty race Course, območje, ki so si ga delili z golf klubom.

### Kriket
Prva tekma Royal-Thomian kriketa, ki se je igrala med Royal College iz Kolomba (takrat imenovan Colombo Academy) in S. Thomas' College, Mount Lavinia, se je odvijala od 15. do 17. julija 1879 na Galle Face Green, kjer je danes Taj Samudra Hotel. Obe ekipi sta morali prečkati jezero Beira v čolnih, da bi prišli do igrišča. Academy Colombo je osvojila uvodno srečanje s 56 teki.

## Trenutna uporaba
Galle Face Green je trenutno 5 hektarjev velik podolgovat del zemljišča med cesto Galle in Indijskim oceanom in je zdaj največji odprt prostor v mestu Kolombo. Je priljubljena destinacija za otroke, prodajalce, najstnike, zaljubljence, za spuščanje zmajev, pripravljavcev porok in vse tiste, ki si želijo privoščiti svojo najljubšo zabavo ob morju pod odprtim nebom. V soboto in nedeljo zvečer je park zaseden z dnevnimi izletniki, pikniki in prodajalci hrane. Tu sta dva velika hotela, ki mejita na park; hotel Cejlon Inter-Continental in na drugi strani privlačen hotel Galle Face, eden najstarejših in najbolj priljubljenih hotelov na Šrilanki, z različnim svetovnim šarmom, s starim pohištvom, ročno izrezljani vrati, balkoni in visokimi stropi. Uporablja se tudi kot mesto za praznovanje dneva Šrilanke vsako leto 4. februarja.
V 50. in 60. letih dvajsetega stoletja je Radio Ceylon in kasneje Sri Lanka Broadcasting Corporation, najstarejša radijska postaja v Južni Aziji, tukaj izvedla številne programe in prispevke.
Galle Face Green upravlja in vzdržuje Mestna razvojna služba Šrilanke (Urban Development Authority of Sri Lanka - UDA).
25. decembra 2016 je gostila najvišje umetno božično drevo na svetu.

## Druga literatura
- Tennent, Sir James Emerson K.C.S., LL.D (1860). Ceylon: An Account Of The Island, Physical, Historical, And Topographical With Notices Of Its Natural History, Antiquities And Productions.
- Fernando, Pam; Kadirgamar, Sam J; Candappa, Reggie (1979). Royal Colombo Golf Club - 100 Years, 1879-1979. Royal Colombo Golf Club.
- Perera, SS (1981). 100 Years of Rugby Football in Sri Lanka 1879–1978. Sri Lanka Rugby Football Union.